# Io (Franco Califano)
Io è un album musicale di Franco Califano, pubblicato nel 1988.

## Tracce
- Io per le strade di quartiere (Franco Califano e Toto Cutugno) - 4:00
- Ti aspetto domani (Franco Califano e Frank Del Giudice) - 3:36
- Sulle dita di una mano (Franco Califano, Egidio Pardini e Roberto Conrado) - 3:50
- Vivere e credere (Franco Califano e Frank Del Giudice) - 3:18
- Fortunatamente (Franco Califano e Andrea Mingardi) - 3:06
- Non puoi dire A (Franco Califano, Romano Musumarra e Moreau) - 4:25
- Poeta saltimbanco (Franco Califano) - 3:28
- Le donne italiane (Franco Califano e Maurizio Piccoli) - 3:50
- Ieri con la testa di oggi (Franco Califano, Egidio Pardini, Franco Fasano e Fabrizio Berlincioni) - 4:02

Arrangiamenti di Adelmo Musso, salvo Io per le strade di quartiere (Gianni Madonnini).
Produzione Gianni Sanjust e Enzo Orienti.